# Хуун-Хуур-Ту
Хуун-Хуур-Ту (тув. Хүн Хүртү) — музичний гурт з Туви. Один з найвідоміших на світовій сцені колективів з Азії та колишнього СРСР, що виконують етнічну музику. Особливостями елементів їх музики є широкий набір стилів та професійне виконання тувинського горлового співу (хоомей). Для створення музики гурт використовує традиційні тувинські інструменти ігіль, хомус, дошпулуур, дунгур (шаманський бубен) тощо, а також гітару та синтезатор. Основна аудиторія групи знаходиться на Заході, тому гурт дуже часто проводить турне по Америці та Канаді і навіть офіційний сайт доступний тільки англійською мовою.
Останнім випущеним альбомом є «Eternal», записаний сумісно з камерним оркестром у 2009 році. Продюсером виступив Кармен Ріццо.

## Історія
Хоомей-квартет з початковою назвою «Кунгуртук» заснували в 1992 році Кайгал-оол Ховалиг, брати Олександр та Саян Бапа і Альберт Кувезін. Через деякий час гурт змінив свою назву на Хуун-Хуур-Ту (з тувинської «пропеллер з сонячних променів», «сонцеворот»). Напрямком їх творчості стало відродження тувинської пісні та музичного спадку Туви — народні пісні про Тувинський степ та коней. «Хуун-Хуур-Ту» спочатку були ревівалістичним колективом, а в подальшому експериментували з інструментами та мелодіями інших культур, проте категорично не використовували модернізовані форми тувинських інструментів.

### Початок музичної діяльності
В 1993 році частина учасників «Хуун-Хуур-Ту» та ансамблю «Тува» здійснили легендарну поїздку в США, яких сильно вразили своїю музикою. У цьому ж році вони випускають свій перший альбом «60 Horses In My Herd» («В моєму табуні 60 коней»). Альбом був записаний на студії в Лондоні і в Мілл-Валлі (США, Калфіонія). До того часу, як почався запис наступного альбому, Альберт Кувезін покинув групу для поєднання тувинського горлового співу та шаманської поезії разом з сучаснішим електронним звучанням (що і відобразилось у електронному проекті, а згодом рок-групі Yat-Kha). Кувезіна замінив Анатолій Куулар. Новий альбом був записаний як «The Orphan's Lament» («Сирітський плач») в Нью-Йорку, а також в Москві і випущений в 1994 році.
У 1995 Олександр Бапа, котрий продюсував перші два альбоми, покинув гурт, щоб продовжити займатись продюсеруванням на повну ставку. Його замінив Олексій Сариглар, колишній член російського державного ансамблю «Сибірський сувенір». Третій альбом, «If I'd Been Born An Eagle» («Якби я орлом народився»), записаний в Нідерландах, випущений у 1997 році. Цього разу в довершення до народної музики гурт виконує також тувинські пісні другої половини XX століття.
На початку 1999 гурт випускає четвертий альбом «Where Young Grass Grows» («Там, де росте молода трава»). Вперше використовуються не тувинські інструменти (крім гітари), включаючи арфу, таблу, шотландську малу волинку (грав Мартін Беннет) і синтезатор. Альбом також включив два уривки, де Кайгал-оол і Анатолій мрійливо співають про їзду верхи по туванських степах.

### 2000-ні роки

Обкладинка альбому Eternal

У 2000 році гурт узяв участь у BBC Live Music, відіграв наживо на початку та в кінці фестивалю. В наступному році випускають свій перший концертний альбом.
В 2003 Куулар покидає групу і на його місце приходить Андрій Монгуш, вчитель хоомея і гри на тувинських інструментах. Досить швидко, буквально через 2 роки у 2005 його заміняє Радік Тюлюш, що був до того у складі Ят-ха.
У 2004 році гурт випустив альбом «Altai Sayan Tandy-Uula» сумісно з продюсером та звукорежисером Андрієм Самсоновим, відомим своїм оригінальним підходом до аранжувань. Альбом відрізняється від попередніх робіт групи притишеним електронним оформленням традиційних тувинських мелодій. Надалі електронний ембієнт стає частиною музичного тембру групи.
У 2009 році гурт випустив свій новий альбом «Eternal» («Вічний», «Споконвічний») сумісно з американцем Кармен Ріццо. «Eternal» об'єднує народні інструменти Туви з потужною американською електронікою. В цьому ж році гурт сумісно з пермським хором «Млада» вперше виконав програму «Діти видри».

## Приклади звучання
- Tuvan Internationale

## Склад колективу

### Поточний склад
- Кайгал-оол Ховалиг
- Саян Бапа
- Олексій Сариглар
- Радік Тюлюш

### Колишні учасники
- Альберт Кувезін
- Олександр Бапа
- Андрій Монгуш